# (1898) Cowell
(1898) Cowell es un asteroide que forma parte del cinturón de asteroides y fue descubierto por Luboš Kohoutek desde el observatorio de Hamburgo-Bergedorf, Alemania, el 26 de octubre de 1971.

## Designación y nombre
Cowell fue designado al principio como 1971 UF1.
Más tarde, a propuesta de Brian Marsden, fue nombrado en honor del astrónomo británico Philip Herbert Cowell (1870-1949).

## Características orbitales
Cowell está situado a una distancia media del Sol de 3,124 ua, pudiendo alejarse hasta 3,632 ua. Tiene una excentricidad de 0,1625 y una inclinación orbital de 1,027°. Emplea 2017 días en completar una órbita alrededor del Sol.